# Conogan de Beuzit
Saint Conogan, Konogan, dit aussi Saint Guénoc, fait partie des saints bretons plus ou moins mythiques non reconnus officiellement par l'Église catholique. Il est aussi connu sous les noms de Guennoc, Guénec, Gwinoc ou Vinoc, et même d’Albin, Albinus étant la traduction latine de Gwen, blanc, sacré. Il aurait été un des compagnons de saint Pol. Sa fête est le 16 octobre.

## Hagiographie
Venant du Pays de Galles, probablement sous le règne de Childebert Ier (roi de 511 à 568), il fait partie, selon la tradition hagiographique, des compagnons de Paul Aurélien. Conogan aurait établi son monastère, vivant en ermite sur les rives de l'Élorn, à Beuzit-Conogan, où étaient conservées ses reliques. Il aurait aussi été un disciple de saint Guénolé pour parfaire sa quête spirituelle, et c'est l'abbaye de Landévennec qui a contribué à propager son culte.
En raison de son rayonnement, il serait devenu le deuxième (ou troisième ?) évêque de Cornouaille ; il aurait participé au concile de Tours en 461 sous le nom de "Venecandus" et au concile de Vannes, vers 468, sous le nom d'"Albinus".
Réputé comme guérisseur, il rassemblait les foules. La chapelle Saint-Conogan et le cimetière du même nom à l'orée de Quimper (quartier du Moulin Vert) rappelleraient le lieu où il manifestait ses dons, notamment pour soulager des fièvres.

## Ses traces et son culte dans la Bretagne actuelle
Dans la toponymie il est parfois confondu avec "Alor", son successeur.
- Dans le diocèse de Quimper (Finistère):
  - La chapelle, le bois et le cimetière Saint-Conogan au Moulin Vert, Quimper (Finistère)
  - La chapelle Saint-Conogan à Beuzec-Cap-Sizun (Finistère)[2].
  - La chapelle Saint-Conogan à Bolazec (Finistère), disparue.
  - La chapelle Saint-Albin à Plogonnec (Finistère)
  - La chapelle de Plomelin (Finistère)
  - Éponyme de l'ancienne paroisse de Beuzit-Conogan, supprimée en 1791 et partagée entre Landerneau et Saint-Thonan
  - Possible éponyme primitif de Plouhinec (Finistère), où il aurait été remplacé par saint Winnoc
  - La chapelle de Spézet (Finistère)
  - L'église paroissiale de Tréogan (probable éponyme de cette commune dont le nom signifierait par contraction "trève de saint Conogan")
  - Une statue dans la cathédrale Saint-Corentin à Quimper
  - La chapelle de Lanvaïdic à Port-Launay (Finistère)
- Dans le diocèse de Saint-Brieuc (Côtes-d'Armor)
  - La chapelle de Carnoët (Côtes-d'Armor)
  - La chapelle Saint-Conogan à Glomel (Côtes-d'Armor)
  - Patron éponyme de l'église de Tréogan (Côtes-d'Armor)
- Dans le diocèse de Vannes (Morbihan)
  - L'église Saint-Conogan (ou Saint-Cognogan) à Lanvénégen (Morbihan) où il est le saint éponyme de l'église.
  - La chapelle de Gourin (Morbihan)

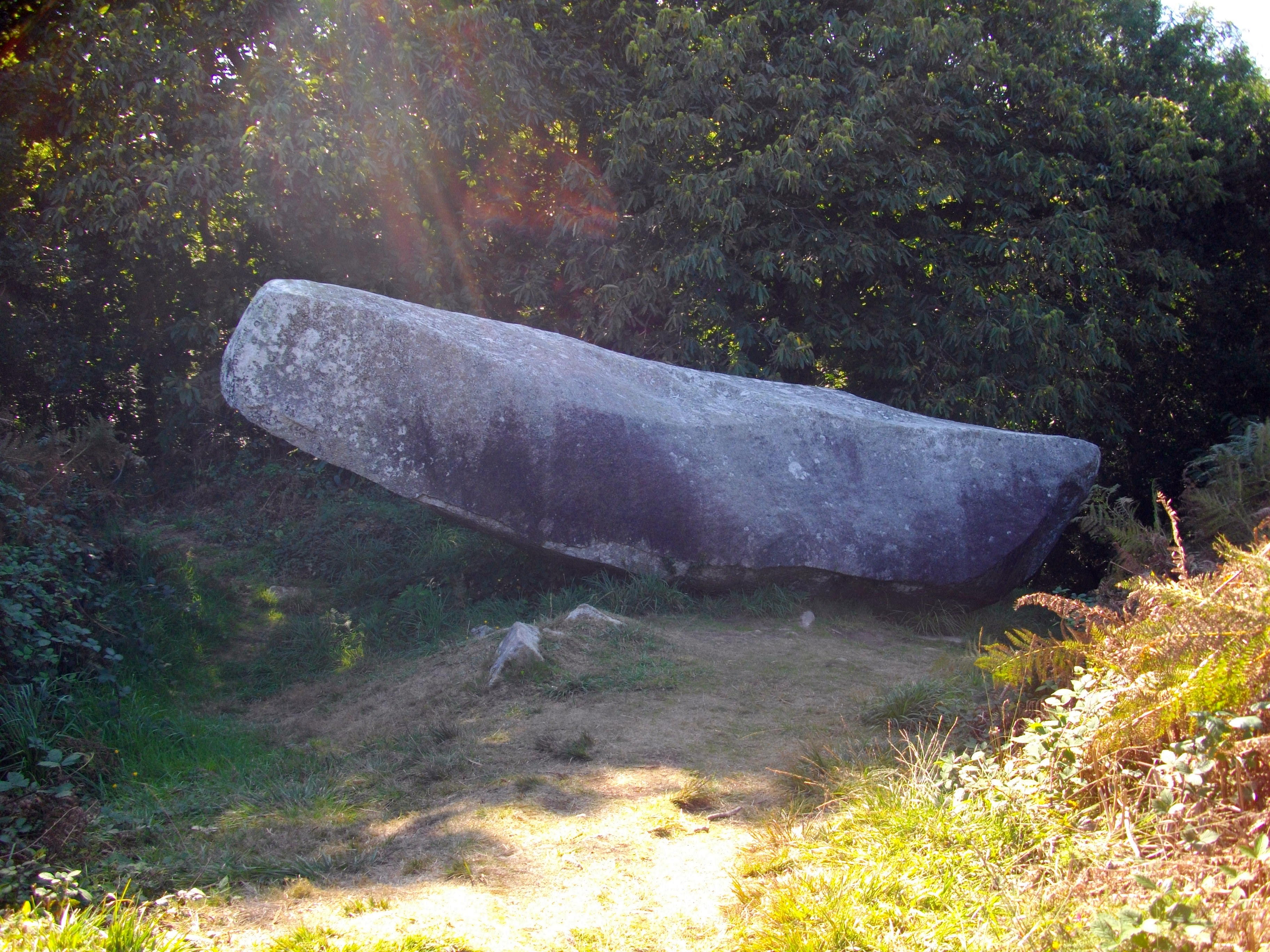
La barque de saint Conogan (en fait un menhir couché) à Beuzec-Cap-Sizun.
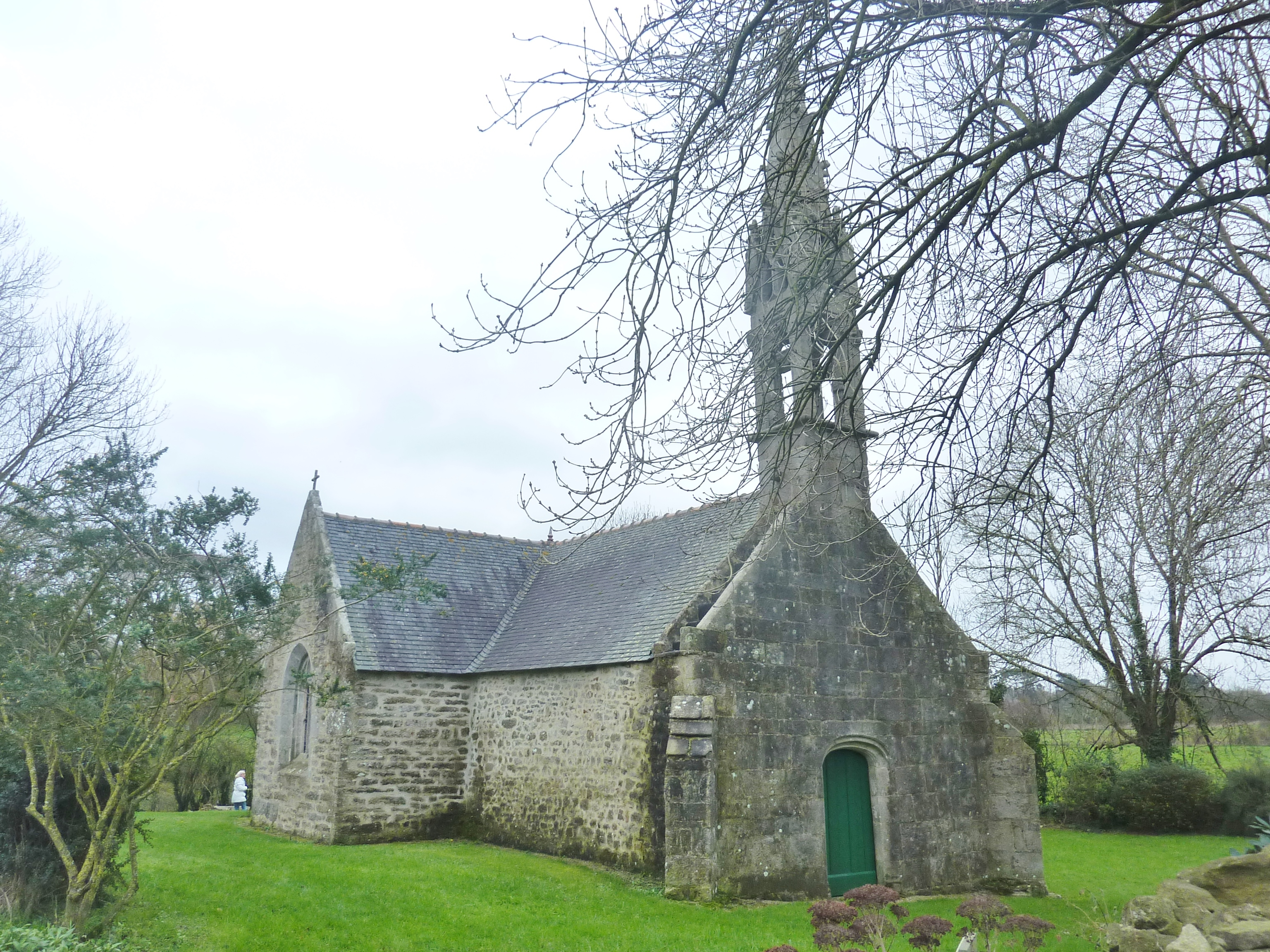
Beuzec-Cap-Sizun : la chapelle Saint-Conogan, vue extérieure d'ensemble.
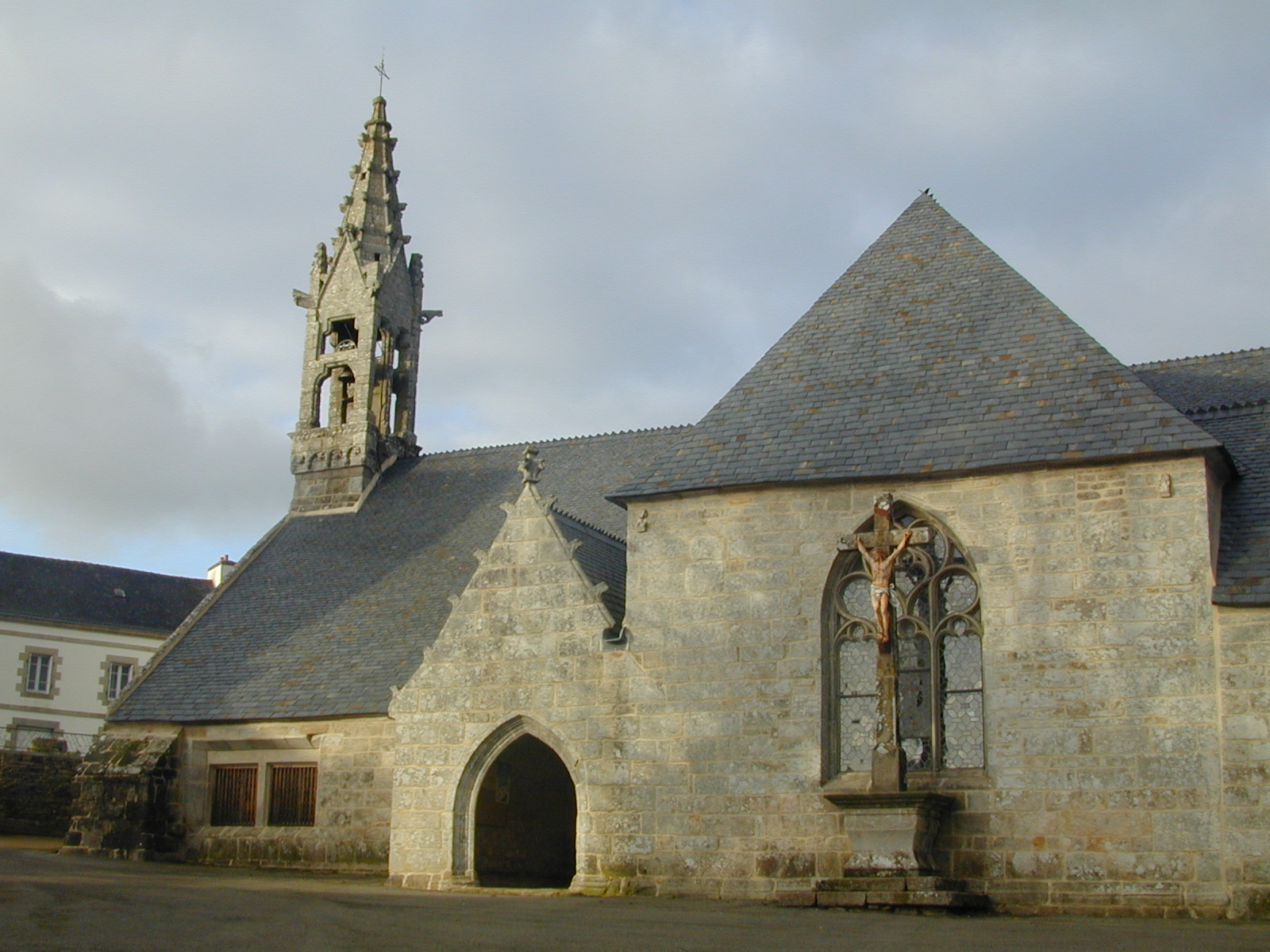
L'église Saint-Conogan à Lanvénégen.